# ジェフ・コーエン
ジェフ・コーエン（Jeff Cohen,  1974年6月25日 - ）は、アメリカ合衆国の元子役、弁護士である。

## 来歴
1974年、カリフォルニア州ロサンゼルス生まれ。子役として1983年にオムニバス・テレビドラマ『フロム・ザ・ダークサイド』でデビュー。その後もいくつかのテレビドラマへ出演し、1985年にリチャード・ドナー監督のアドベンチャー映画『グーニーズ』のメインキャストとして出演し劇場用映画デビューを果たした。同作品では、主人公率いる「グーニーズ」のメンバーの食いしん坊で肥満児のチャンクを好演。その後、ジェフ・B・コーエン名義で『世にも不思議なアメージング・ストーリー』の2エピソードへも出演している。そのうちの『リモコン親父の逆襲』では、シドニー・ラシック演じるテレビ好きの冴えない中年の手がつけられない不良息子を演じた。

### 子役以降
子役として映画やテレビで活動した後は、芸能界を引退してカリフォルニア大学バークレー校を卒業。その後は同校の大学院のハース・ビジネススクールへ進み、経営学を専攻した。その後は法律を学び、2000年にUCLA School of Lawを卒業し、現在はロサンゼルスを拠点に、エンターテイメント業界の弁護士として活動している。
『グーニーズ』でデータ役だったジョナサン・キーが出演した2022年の『エブリシング・エブリウェア・オール・アット・ワンス』への出演交渉は彼が担当している。
1991年以降は長らく芸能界から遠ざかっていたが、『グーニーズ』のDVD発売時に収録された出演者たちによるコメンタリーで、コリー・フェルドマンら他のキャストと共に久々にメディアへ登場した。

## 出演作品

### 映画
- Little Shots (1983) ※テレビ映画
- グーニーズ The Goonies (1985)
- Scooby-Doo and the Ghoul School (1988) ※テレビ映画
- Perfect Harmony (1991) ※テレビ映画

### テレビドラマ
- フロム・ザ・ダークサイド Tales from the Darkside (1983)
- ウェブスター Webster (1983)
- Kids Incorporated (1984)
- ファミリータイズ Family Ties (1984, 1987)
- The Facts of Life (1984)
- 世にも不思議なアメージング・ストーリー Amazing Stories (1985, 1986)
- ディズニーランド Disneyland (1986)
- She's the Sheriff (1987)